# Brown-mozgás

Egy nagyobb részecske Brown-mozgásának számítógépes szimulációja. A különböző sebességgel mozgó kis részecskék (gázmolekulák) ütközése rendezetlen, véletlenszerű mozgást eredményez

A Brown-mozgás a gázokban és folyadékokban lebegő (szuszpendált) részecskék szüntelenül zajló, véletlenszerű mozgása, amelyet Robert Brown angol botanikus fedezett fel vízben elkevert virágporszemcséket vizsgálva. Ez az anyag atomos szerkezetének fontos bizonyítéka volt.
A káoszelméletben szereplő globális keveredés egyik jó példája, amely szerint tipikus kezdőfeltételekkel indítva kellően hosszú idő alatt a rendszer az összes lehetséges állapothoz közel kerül.

## Elméleti háttér
A szuszpendált részecskék mozgásuk során állandó ütközéseket szenvednek el, viselkedésük legpontosabban a Maxwell-féle sebességeloszlási függvény szerint értelmezhető. A Brown-mozgás trajektóriái általánosságban véletlenszerű, folyamatos és rendszertelen pályavonalat írnak le. Legyen α az ütközési állandó, m a részecskék tömege, a a részecske sugara és η a dinamikus viszkozitás. Ekkor a mozgási egyenlet:
{\displaystyle mx{\frac {dv}{dt}}=-\alpha v+F(t)\Longrightarrow }{\displaystyle mx{\frac {dv}{dt}}=m\left[{\frac {dx(v)}{dt}}-v^{2}\right]=\alpha xv+x\,F(t)}
Ennek időátlagolt formája: {\displaystyle m\left\langle {\frac {dx(v)}{dt}}\right\rangle =m{\frac {d\langle xv\rangle }{dt}}=m\langle v\rangle ^{2}-\alpha \langle xv\rangle +\langle xF(t)\rangle }
Mivel F(t) véletlenszerűen változik (tekintet nélkül a részecske sebességére vagy annak helyzetére), azt kapjuk, hogy {\textstyle \langle xF(t)\rangle =\langle x\rangle \langle F(t)\rangle =0}, továbbá {\textstyle {\frac {1}{2}}m\langle v\rangle ^{2}={\frac {1}{2}}kT}, ahol k a Boltzmann-állandó. Ha e két egyenletet a fentebb levezetett időátlagolt formulába helyettesítjük be, kapjuk, hogy {\textstyle m{\frac {d\langle xv\rangle }{dt}}=kT-\alpha \langle xv\rangle }. Tehát írható, hogy : {\displaystyle {\frac {1}{2}}m{\frac {d^{2}\langle x\rangle ^{2}}{dt^{2}}}+{\frac {\alpha }{2}}{\frac {d\langle x\rangle ^{2}}{dt}}=kT}
Alkalmazzunk {\textstyle {\frac {d\langle x\rangle ^{2}}{dt}}=w} helyettesítést, ekkor {\textstyle {\frac {dw}{dt}}+{\frac {\alpha }{m}}w={\frac {2kT}{m}}}, továbbá {\textstyle \gamma =\alpha /m}-t, ilyen módon {\textstyle {\frac {dw}{dt}}+\gamma w={\frac {2kT}{m}}}kapunk. Az egyszerűsítés kedvéért legyen {\textstyle w={\frac {2kT}{\alpha }}+c\,e^{-\gamma t}}, vagyis a következő összefüggéshez jutunk el:
{\displaystyle {\frac {dw}{dt}}+\gamma w=-c\gamma e^{-\gamma t}+{\frac {2kT\,\gamma }{\alpha }}+\gamma ce^{-\gamma t}={\frac {2kT}{m}}}

## A Brown-mozgás értelmezése Einstein szerint
Ugyan a jelenség tanulmányozása az 1800-as évek hosszú évtizedeinek történelme volt, Einstein korábban nem ismerte a Brown-mozgást. Más elméletekbe vonta be a jelenség magyarázatát, majd szabatos kifejtését kvantitatíve adta meg. Ez majdnem ugyanarra az időszakra esett, mikor ismert, relativitásról szóló publikációját közreadta. Két érvelést is felvázolt, ebből az egyik statisztikus-hőtani oldalról közelíti meg a mozgást.
Legyen {\textstyle \rho =\rho (x,t)}az x tengely mentén, t időpillanatban mozgó Brown-részecske valószínűségi sűrűségfüggvénye. Ebből a diffúzióegyenlet {\textstyle {\frac {\partial \varrho }{\partial t}}=D\Delta \varrho },
melyben D egy pozitív konstans, az ún. diffúziós koefficiens. Ha a szóban forgó részecskére t=0 időpillanatban érvényes, hogy {\textstyle \varrho (x,0)=\delta (x)}, akkor a három dimenziós euklideszi térben a sűrűségfüggvény szabatos alakja: {\displaystyle \varrho (x,t)={\frac {1}{(4\pi Dt)^{\frac {3}{2}}}}e^{-{\frac {\mid x\mid ^{2}}{4Dt}}}}
A levezetés másik aspektusa a D kapcsolata más fizikai állandókkal, illetve fizikai szerepe a jelenség magyarázatában. Képzeljünk el egy Brown-részecske-sokaságból álló szuszpenziót, melyre egy külső K erő hat (mely lehet gravitációs erő is, azonban jellemző, hogy magában a kifejtésben lényegében K csak virtuális). Egyensúlyban az K egyensúlyt tart a szuszpenzióban uralkodó ozmotikus nyomás által kifejtett erővel {\textstyle K=kT\centerdot {\frac {grad\ \nu }{\nu }}}, ahol {\textstyle \nu }az adott térfogatban jelenlévő részekék száma, T a termodinamikai hőmérséklet, k a Boltzmann-állandó. Az egyenlet jobb oldala hasonlóképpen származtatható a kinetikus gázelméletből, mintha abban a Brown-részecskéket helyettesítettük volna be. A részecskék úgy mozognak a szuszpenzióban, hogy utóbbinak molekulái súrlódó hatást fejtenek ki a szuszpendált részecskékre. A külső K erő mindkét részecskének mozgásmennyiséget (sebességkomponenst) ad át, melynek nagysága {\textstyle {\frac {K}{m\beta }}}, ahol m a részecskék tömege, {\textstyle \beta } egy frekvenciafüggő állandó. Ennek következtében az egységnyi felületen, adott időintervallumban a K erő ellenében átjutó részecskék száma: {\textstyle N={\frac {\nu K}{m\beta }}}. Ugyanakkor, ha csupán a diffúzió erők fejtenének ki hatást az adott közegben, {\textstyle \nu } szimplán a diffúzió egyenletet elégítené ki: {\textstyle {\frac {\partial \nu }{\partial t}}=D\Delta \nu }. Differenciálgeometriai értelemben {\displaystyle -D\centerdot grad\ \nu }.  Dinamikai egyensúlyban tehát  {\textstyle {\frac {\nu K}{m\beta }}=D\centerdot grad\ \nu }. Ha K-t és n– t elimináljuk az egyenletből (mivel feltettük, hogy K virtuális komponens), a kapott formula azonos Einstein diffúziós állandójára kapott kifejezésével:  {\textstyle D={\frac {kT}{m\beta }}}. Ennek értelmében tehát akkor is megadható az együttható értéke, ha külső erő nem hat a rendszerre, és csak egy Brown-részecske van jelen. Megjegyzésképpen tekintsük még egyszer a K erő és az ozmotikus nyomás erőegyensúlyát. Ha mindkét oldalt elosztjuk mβ-val, valamint az Einstein formulát alkalmazzuk, a következő kifejezést kapjuk: {\textstyle {\frac {K}{m\beta }}=D{\frac {grad\ \nu }{\nu }}}
Mivel a bal oldalon lévő sebességkomponens a külső erő hatására létrejött mozgási energiából származik, az ozmotikus nyomással ilyen módon egyensúlyt tartó erő nagysága {\textstyle D{\frac {grad\ \varrho }{\varrho }}}.
Ha a Brown-részecskéket nem pontszerű testnek tekintjük, hanem– pl. gömbszimmetrikus – kiterjedéssel rendelkező részecskéknek (melynek sugara a), akkor a Stokes-egyenlet alapján D a következőképp írható: {\displaystyle D={\frac {kT}{6\pi \eta a}}}
Laboratóriumi körülmények közt a fenti összefüggés számos komponense egyszerű számítások alapján meghatározható, mely elvet követve tett kísérletet Perrin és Chaudesaigues az Avogadro-szám meghatározására. Látható módon Einstein érvelése a Brown-mozgás dinamikai leírására nem ad kielégítő választ, az csupán annak elvi alapjait tárja fel, illetve utalást tesz több, további alapvető következtetési lehetőségre. Smoluchowski – Einsteintől függetlenül – hasonló eredményre jutott a mozgás elvi alapjainak leírásában. Langevin az Einstein-formulára egy másik levezetést javasolt, melyet később Ornstein és Uhlenbeck vizsgálatai során felhasznált. A jelenség ilyen módon való megközelítése a tárgykörben alapvetőnek bizonyult, tekintve az atomi részecskék fogalmának jobb megérthetőségét illetően.

## Langevin-féle megközelítés
A nem-egyensúlyi rendszerek dinamikájának talán egyik legegyszerűbb megközelítéseként is aposztrofálható a Brown-mozgás. Ennek egyik szemléletes kifejtése a Langevin-egyenlet, amely a fluktuáció-disszipáció elmélet egyik ékes példája. A kezdeti koncepciók és a jelenség magyarázatai kissé eltérő módon kezelték magát a rendszert, ugyanis a jelenlévő egyes részecskék viselkedését, mintegy szubjektív módon vették figyelembe. Később ezt az álláspontot árnyaltabbá tették azáltal, hogy a fluktuáló részecskét egy nagyobb, makroszkopikus rendszer részeként szemlélték. Egy rendszerszerű perspektívából észlelve a reakciószintű történéseket ilyen módon visszavezethetjük a mikroszkopikus szinten végbemenő szabálytalan fluktuációk koncentráció-változásra gyakorolt hatására.

### A Langevin-egyenlet
Tekintsünk egy Brown-részecskét (tipikusan 10–9 m < r < 5×10–7 m), mely egy sokkal kisebb partikulumokból (atomok) álló folyadékban elegyednek. Hasonlóképpen a részecskéket övező közeg atomjai nagyságrendileg nagyobb sebességgel mozognak, mint a Brown-részekék. Egy kolloidális rendszer általában legalább három idő nagyságrendet felölelő rendszert foglal magában. Jelen tárgyalásban ts egy nagyon rövid atomi nagyságrendű időskála – 10–12 s körül tartományban. A tB (Brown-részecske) nagyságrendje mintegy 10–3 s, továbbá tr a Brown-részecske relaxációs ideje (mely alatt a részecske saját sugarának megfelelő távolságra diffundál) – ez {\textstyle \tau _{r}=a^{2}/D}. Sűrű, kolloid oldatban ez utóbbi igen hosszú intervallumot felölelhet, akár percekben, vagy órákban is mérhető. Jóllehet, a Brown-részecske mozgása többnyire véletlenszerű, mégis hasonló dinamikai formalizmusokkal írható le, mint bármely más mozgás. Ezek a klasszikus mechanikában a Newton egyenletek, illetve a Hamilton-függvények. Az egyszerűség kedvéért ez a megközelítés a jelenséget egydimenziós megközelítésben tárgyalja. Newton – már ismert – dinamikai egyenlete alapján {\textstyle m{\frac {dv(t)}{dt}}=F(t)}, ahol F(t) a részecskére t időpillanatban ható összes erőt jelenti, mely a közeg által a részecskére ható erőt szimbolizálja. Ha szuszpenzió atomjainak helyzete ismert, mint az idő függvénye, F(t) rögtön kifejezhető. Általában nem praktikus, hogyhogy nem elkerülendő F(t) ilyetén meghatározása, melynek szinte teljes hányada a súrlódási erőből tevődik össze. Ha egyéb erőhatásokat nem veszünk figyelembe, akkor {\textstyle m(dv/dt)=6\pi \eta \rho a} (Stokes). 
Tekintsünk egy véletlenszerűen ható {\textstyle \xi (t)}erőt, mely az esetleges fluktuáció-változások hatására jönnek létre. Ezt kifejtve, valamint a Stokes-egyenletet felhasználva a következők írhatók:{\displaystyle d{\frac {x(t)}{dt}}=v(t)\qquad {\frac {dv(t)}{dt}}=-{\frac {\gamma }{m}}v(t)+{\frac {1}{m}}\xi (t)}Ezek a Brown-részecske Langevin-egyenletei. Az említett véletlenszerűen képződő erőhatás egy sztochasztikus változó függvény – ha ettől eltekintünk, akkor a fenti függvények szimplán a{\displaystyle v(t)=e^{\frac {-t}{\tau _{B}}}v(0)\qquad \tau _{B}={\frac {m}{\gamma }}}
kifejezésre egyszerűsödik. Ennélfogva belátható, hogy a Brown-részecske sebessége {\textstyle t=\infty }esetén zérusra csökken. Ez természetesen összetett rendszerben nem fordulhat ugyanakkor elő, ugyanis egyensúlyban az ekvipartíció elve szerint {\textstyle \langle v^{2}(t)\rangle _{eq}={\frac {k_{B}T}{m}}}, míg az egyszerűsített Langevin-egyenlet ilyen módon
{\displaystyle \langle v^{2}(t)\rangle _{eq}=e^{-2t/\tau _{B}}\langle v^{2}(0)_{eq}\rightarrow 0}
Az ütközések során fellépő erőhatás nagysága az idővel rendkívül gyorsan változik. Ez leginkább a következőkkel szemléltethető:
{\displaystyle \langle \xi (t)\rangle _{\xi }=0\qquad \langle \xi (t_{1})\xi (t_{2})\rangle _{\xi }=g\delta (t_{1}-t_{2})}
A delta függvény azt szemlélteti, hogy két ütközés dt1 és dt2 között egymástól teljesen független. Nem szabad figyelmen kívül hagyni ugyanakkor, hogy utóbbi egyenletrendszer által illusztrált dinamikai modellben megjelenő erők összessége egyértelmű Gauss-féle eloszlást mutat.